# Jacques-Germain Soufflot

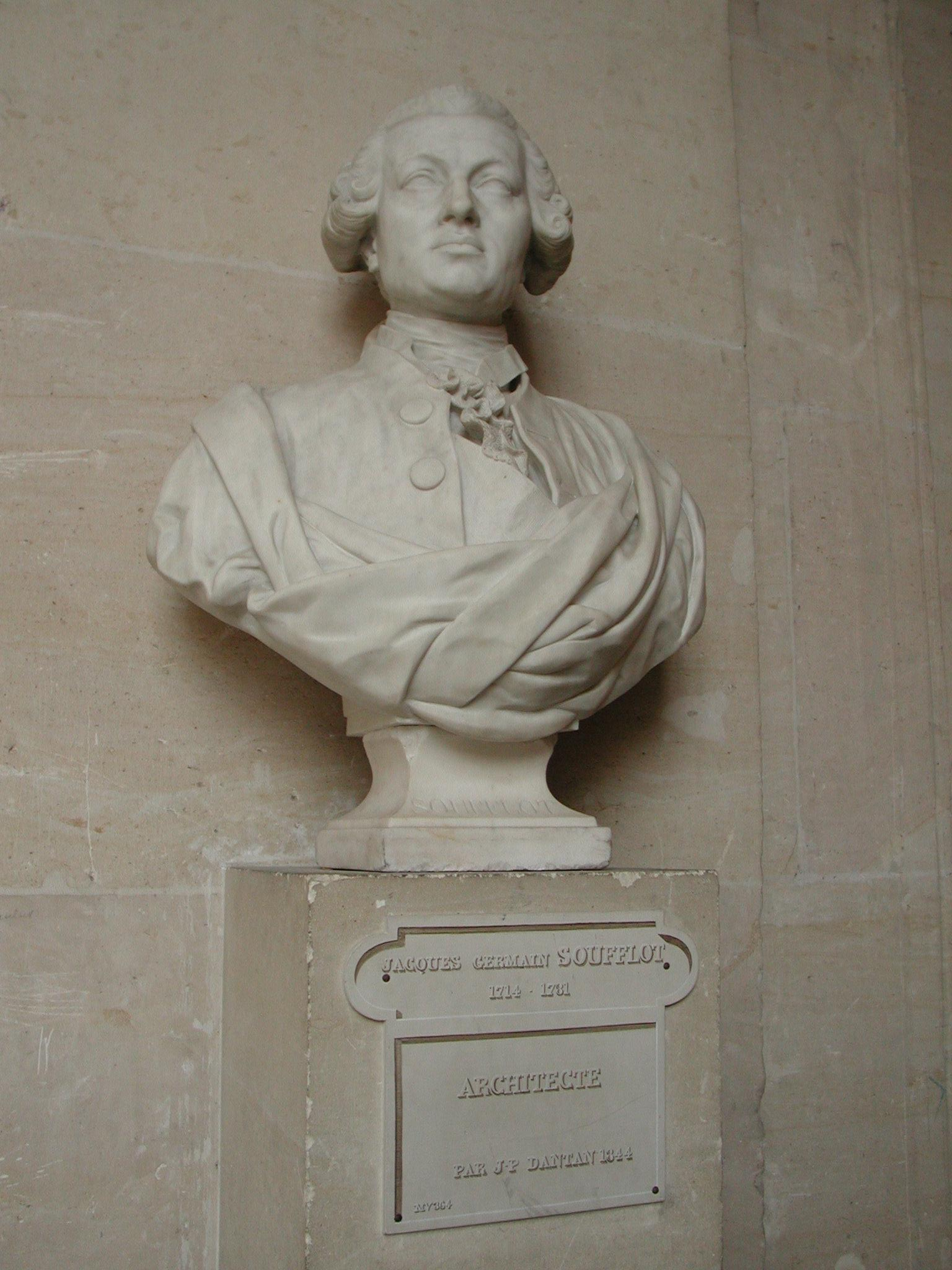
Busto de Soufflot

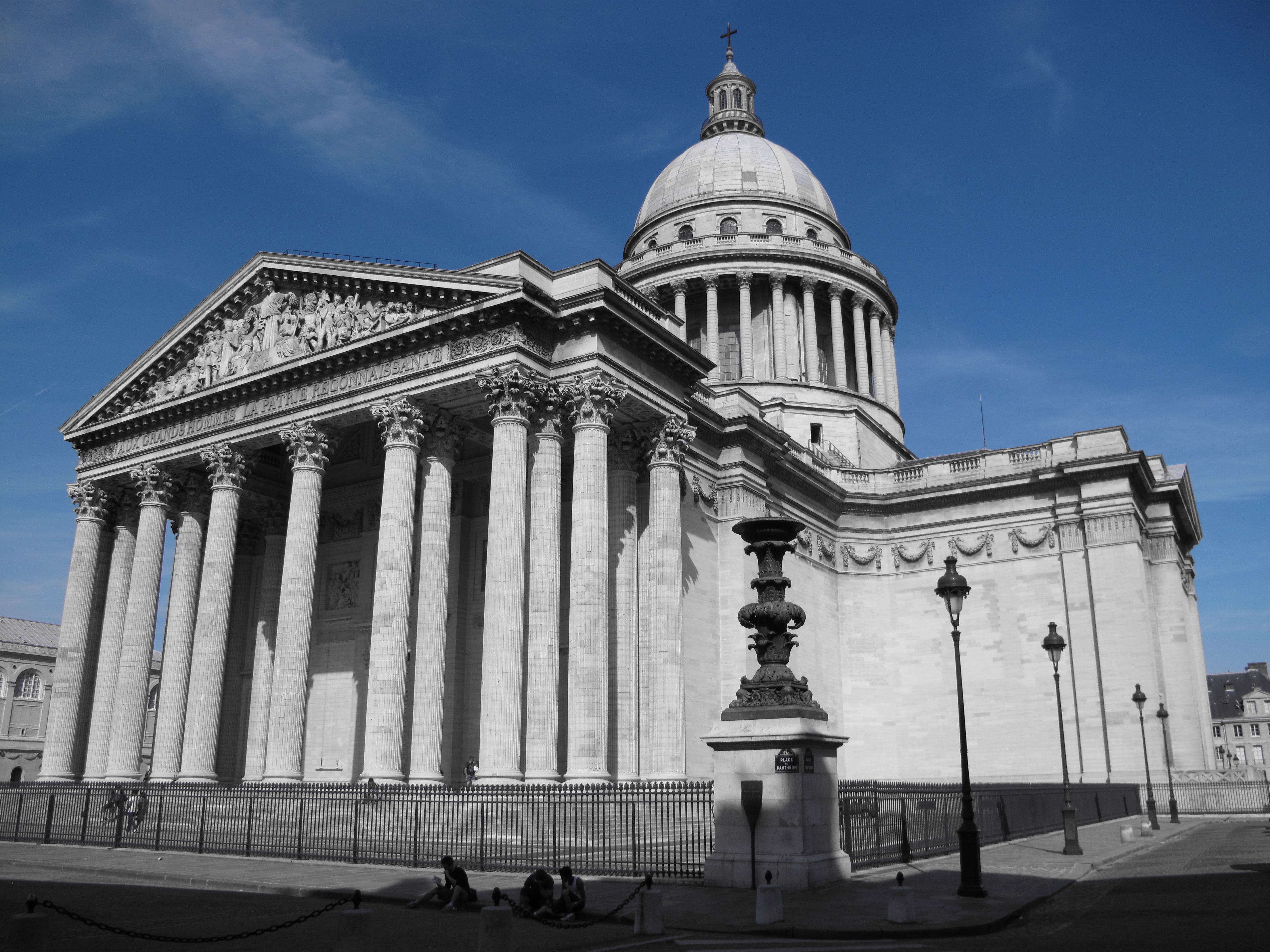
El Pantéon de París.

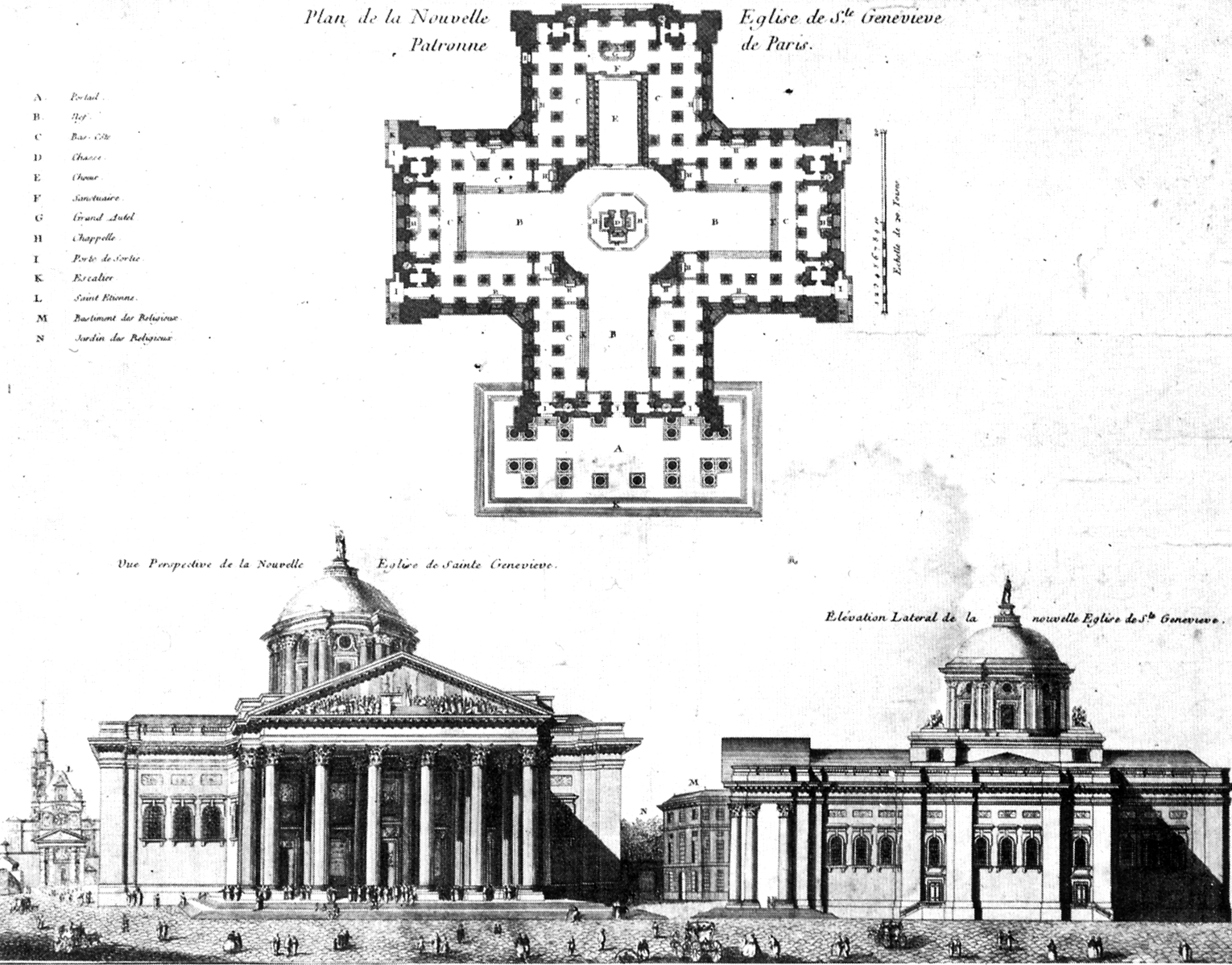
Primer proyecto para Santa Genoveva (Panteón)

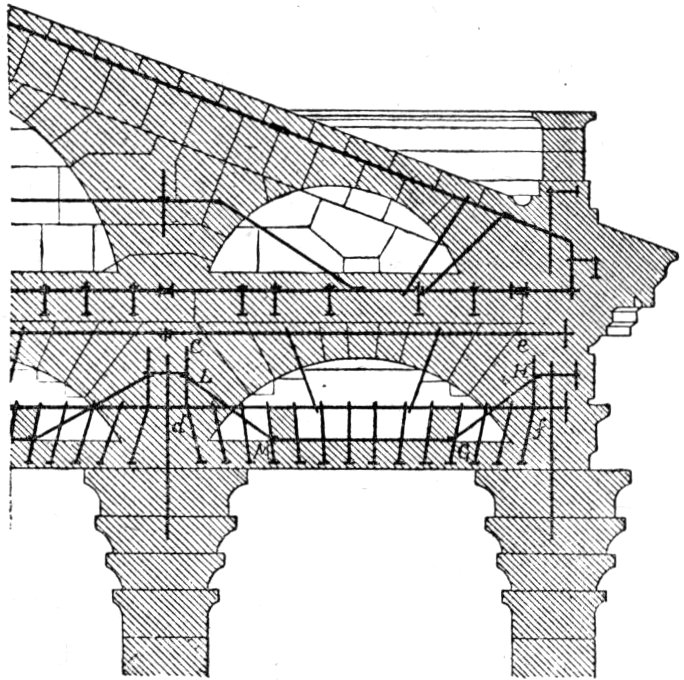
Ejemplo del uso de la piedra armada en el Panteón

Jacques-Germain Soufflot (Irancy, 22 de julio de 1713-París, 29 de agosto de 1780) fue un arquitecto francés autor del Panteón de París, antes conocido como iglesia de santa Genoveva.

## Biografía
Tras haber dejado el hogar a la edad de 19 años, estudió las obras de la Antigüedad y las obras de Palladio en Italia de 1731 a 1738. Acabada su formación se instaló en Lyon, donde realizó la Loge de Change y el Hôtel Dieu. En 1747, Soufflot presentó una memoria sobre la arquitectura gótica, tema que contaba con pocos adeptos en la época. En 1749, Madame de Pompadour lo eligió para acompañar a su hermano Abel-François Poisson de Vandières, marqués de Marigny, a un nuevo viaje por Italia junto al grabador Charles-Nicolas Cochin. Este viaje tuvo gran importancia en la implantación del gusto neoclásico en Francia.
Posteriormente volvió a Lyon en 1751 para realizar el teatro del barrio de Saint-Clair. Se estableció definitivamente en París en 1754 a petición de Marigny, convertido en su protector, que le confió la construcción de su palacete particular, hoy desaparecido.
Nombrado superintendente de los edificios del rey, el Marqués de Marigny nombró a Soufflot contrôleur des bâtiments du Roi y lo hizo admitir en la primera clase de la Académie royale d'arquitecture de París. Además fue distinguido como caballero de la orden de Saint-Michel y fue nombrado director de la Fábrica de los Gobelinos. Soufflot fue también convocado a una propuesta de renovación del Palacio del Louvre, y formuló algunas propuestas que no tuvo tiempo de poner en práctica.
Su obra más conocida es la iglesia de santa Genoveva de París, encargada por el marqués de Marigny, y posteriormente remodelada para ser el Panteón, desde 1791. El edificio se encuentra en la cima de una colina denominada «montaña de santa Genoveva», cercana al palacio de Luxemburgo. El primer proyecto está fechado en 1757. En 1764 se terminó la cripta y desde entonces hasta su muerte en 1780, el arquitecto no dejó de modificar y perfeccionar su proyecto. El proyecto lo terminó Rondelet en 1791 y la Asamblea Legislativa decidió proclamarlo santuario laico de la nación, motivo por el cual se suprimieron los campanarios. El propio Soufflot recibió sepultura en el edificio tras su muerte.

## Principales obras
- 1736-50: Ampliación de la Iglesia de Saint-Bruno-des-Chartreux en Lyon.
- 1747-50: Temple du Change de Lyon.
- 1754-56: Teatro del barrio de Saint-Clair de Lyon.
- 1741-61: Fachada del Hôtel-Dieu de Lyon.
- 1764 : Transformaciones del Château de Menars (Loir-et-Cher) para Abel-François Poisson de Vandières, marqués de Marigny.
- 1766-75: Parte del Hôtel de la Marine, plaza de la Concordia de París.
- 1757-90: Iglesia de Sainte-Geneviève de París (hoy Pantéon) (Soufflot falleció antes de la finalización de los trabajos) en la que pone en obra la piedra armada («pierre armée»).

## Estilo
Soufflot ha sido uno de los principales artesanos del retorno al «grand goût» en los años 1750, movimiento que se oponía al «art rocaille» (rococó). Su arquitectura retoma los principios de la arquitectura gótica adaptados a un vocabulario antiguo y clásico comparable al de Claude Perrault (arquitectos de la columnata del Louvre).
Soufflot se puede considerar como el primer gran arquitecto neoclásico francés. En el caso del Panteón, se podría tratar todavía de un edificio en transición, apegado a estructuras tradicionales ya que trata de aunar el antiguo templo abovedado con el uso pronunciado de columnas en la portada. El abovedamiento, de tipo bizantino, presenta una gran ligereza, que está claramente relacionado por los estudios del arte gótico que realizó en Lyon.
La cúpula del Panteón se acerca mucho más a la solución de San Pablo en Londres que la del Panteón de Roma. A su vez, la cúpula de Santa Genoveva influye claramente en la del Capitolio de Washington.

## Algunos alumnos
- Maximilien Brébion
- Jean-Baptiste Rondelet

## Títulos, órdenes y empleos[2]

### Órdenes

#### Reino de Francia
- 1757 -  Caballero de la Orden de San Miguel.

### Empleos
- Architecte du Roi (Arquitecto del Rey)
- Contrôleur de Bâtiments de Sa Majesté (Controlador de los Edificios de Su Majestad)